# (24626) Astrowizard
(24626) Astrowizard (1980 TS3) – planetoida z grupy pasa głównego asteroid okrążająca Słońce w ciągu 4,63 lat w średniej odległości 2,78 j.a. Odkryta 9 października 1980 roku.